# Tateomys rhinogradoides
Tateomys rhinogradoides  (Musser, 1969) è un roditore della famiglia dei Muridi endemico di Sulawesi.

## Descrizione

### Dimensioni
Roditore di medie dimensioni, con la lunghezza della testa e del corpo tra 137 e 156 mm, la lunghezza della coda tra 152 e 170 mm, la lunghezza del piede tra 36 e 38 mm, la lunghezza delle orecchie tra 17 e 24 mm e un peso fino a 98 g.

### Aspetto
Il corpo è tozzo, la testa ed il muso sono allungati, gli occhi sono piccoli. La pelliccia è corta, densa e vellutata. Le parti superiori sono grigie-brunastre scure, con dei riflessi bruniti, mentre le parti ventrali sono grigie cosparse di peli giallo-brunastri lungo il petto, l'addome e la regione inguinale. Il naso è carnoso, simile a quello dei toporagni del genere Crocidura. Le vibrisse sono lunghe. Le orecchie sono piccole, allungate e grigie-brunastre scure. Le zampe anteriori sono larghe e robuste. Il dorso dei piedi è ricoperto di peli grigio-brunastri scuri fino alla base delle dita, le quali sono prive di pigmento. La coda è più corta della testa e del corpo, grigio-brunastra scura sopra, bianca e ricoperta finemente di piccoli peli grigio scuri sotto. 

## Biologia

### Comportamento
È una specie terricola e notturna.

### Alimentazione
Si nutre di lombrichi.

### Riproduzione
Danno alla luce un piccolo alla volta.

## Distribuzione e habitat
Questa specie è diffusa sul Monte Latimodjong, Monte Tokala e Monte Nokilalaki, nella parte centro-orientale dell'isola di Sulawesi.
Vive nelle foreste montane a circa 2.200 metri di altitudine.

## Conservazione
La IUCN Red List, considerata la mancanza di informazioni sull'estensione del proprio areale e sullo stato della popolazione, classifica T.rhinogradoides come specie con dati insufficienti (DD).